# Станкович, Бранко
Бранко Станкович (серб. Бранислав "Бранко" Станковић; 31 октября 1921, Сараево, Королевство Югославия — 20 февраля 2002, Белград, Союзная Республика Югославия) — югославский футболист, правый защитник. Известен по выступлениям за «Црвену звезду» и сборную Югославии. Двукратный призёр Олимпийских игр. После завершения карьеры футболиста, на протяжении 30 лет работал главным тренером в югославских, греческих и турецких клубах, некоторое время тренировал сборную Югославии.

## Клубная карьера
В профессиональном футболе Станкович дебютировал в клубе «Славия», во время Второй мировой войны играл за «БСК». Основную и наиболее успешную часть своей карьеры провёл в послевоенные годы в «Црвене звезде», за которую играл с 1946 по 1958 годы. Вместе с «Црвеной звездой» Станкович стал 4-кратным чемпионом Югославии и 3-кратным обладателем кубка Югославии.

## Карьера в сборной
В составе национальной сборной Станкович дебютировал в 1946 году, всего в составе сборной провёл 61 матч, в которых забил 3 гола. В составе сборной стал двукратным серебряным призёр Олимпийских игр. Был участником двух чемпионатов мира, 1950 и 1954 годов.

## Тренерская карьера
После завершения карьеры футболиста Станкович стал тренером в клубе «Железничар», затем тренировал ряд югославских клубов, а с «Войводиной» становился чемпионом Югославии, в 1966 году некоторое время был одним из тренеров сборной Югославии. В 1963 году перебрался в греческий чемпионат с клубами из которого работал, с небольшим перерывом до 1977 года, а вместе с АЕКом побеждал в чемпионате. После греческого периода своей карьеры Станкович на несколько лет вернулся в Югославию, где дважды подряд стал чемпионом с «Црвеной звездой». Под конец своей тренерской карьеры Станкович преимущественно работал с турецкими клубами и дважды с различными клубами становился чемпионом Турции.

## Достижения
- Чемпион Сербии (2): 1942/43, 1943/44
- Чемпион Югославии (7): 1951, 1952/53, 1955/56, 1955/57, 1965/66, 1979/80, 1980/81
- Обладатель Кубка Югославии (3): 1948, 1949, 1950
- Чемпион Греции (1): 1970/71
- Чемпион Турции (2): 1982/83, 1985/86
- Обладатель Кубка Турции (1): 1982/83
- Серебряный призёр Олимпийских игр (2): 1948, 1952